# Darwinopterus
Darwinopterus („Darwinovo křídlo“) byl rod ptakoještěra, žijícího na území dnešní Číny v době střední až svrchní jury (asi před 161,5 milionu let).

## Popis a význam

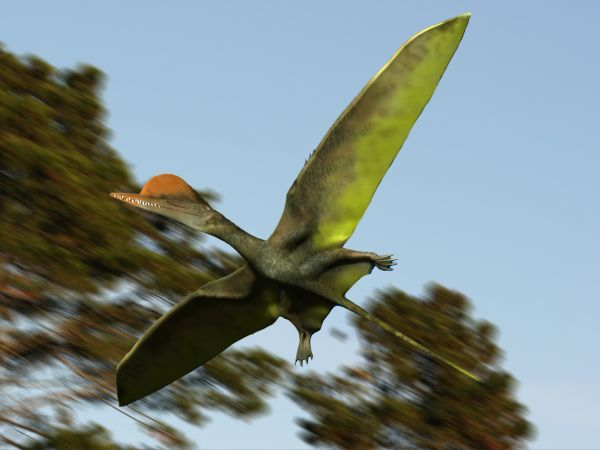
Darwinopterus modularis

Tento ptakoještěr byl pojmenován na počest britského přírodovědce Charlese Darwina, protože vykazuje unikátní směsici znaků starších i vývojově pokročilejších typů ptakoještěrů (ramforynchoidních i pterodaktyloidních). Jde tedy o přechodné vývojové stadium, jakýsi dosud chybějící článek. Navíc byl popsán v roce 2009, tedy na 200. výročí narození slavného přírodovědce. 
Tento taxon je znám z pozůstatků asi 20 fosilních koster. Je pravděpodobné, že dravý pterosaur se živil mimo jiné taky malými opeřenými dinosaury či prvními ptáky (kteří se objevují právě v této době). Blízce příbuzným rodem byl například Kunpengopterus.
V roce 2025 byl popsán další druh tohoto rodu, Darwinopterus camposi. Fosilie typového exempláře byla objevena v západní části čínské provincie Liao-ning.